# Pötty-zsomboly
A Pötty-zsomboly az Aggteleki Nemzeti Park területén található egyik barlang. A barlang az Aggteleki-karszt és a Szlovák-karszt többi barlangjával együtt 1995 óta a világörökség része.

## Leírás
Az Alsó-hegy fennsíkján, a Vecsem-bükk csúcstól 273°-ra, 320 m-re, erdőben, fokozottan védett területen, a határsávtól nem messze nyílik a barlang bejárata. A Szabó-pallagon lévő vadászháztól K-re fekvő nagy rét É-i szélén kezdődő, a határ felé vezető földút mellett, jobbra található a barlangbejárat. A földúton kicsivel több mint 120 m-t kell menni az Almási-zsombolyhoz, a Széki-zsombolyhoz és a November 7-zsombolyhoz tartó, balra leágazó, rosszabb minőségű földútig, ahol egy kis töbör ÉNy-i peremén megtalálható a Pötty-zsomboly szűk bejárata. A Pötty-zsomboly helye a barlang nevének feltüntetésével jelölve van néhány turistatérképen.
A Pötty-zsomboly középső triász wettersteini mészkőben jött létre. A függőleges jellegű barlang vízszintes kiterjedése 9 m. A lezáratlan barlang engedély nélkül, de csak kötéltechnikai eszközök alkalmazásával tekinthető meg. Bejárásához 12 m kötél és kötélvédő szükséges.
Közelében egy 80 cm mellmagassági átmérőjű és 30 m-nél magasabb hegyi szil példány él. 1979-ben csigák, köztük házatlan csiga, béka, lábatlan gyík, kígyó, vöröshátú erdeipocok és erdei egér maradványai lettek beazonosítva a zsombolyból.
A barlang a nevét Dunszt Klára miatt kapta, akinek az egyik beceneve Pötty volt. Előfordul a barlang az irodalmában 07 (Kósa 1992), S-9 (Kósa 1992), SZ/2 (Kósa 1964) és Sz/2 (Székely 1963) jelzésekkel is. 1963-ban volt először Pötty-zsombolynak nevezve a barlang az irodalmában.

## Kutatástörténet
1960 nyarán terepbejáráskor találták meg a barlang bejáratát a Vörös Meteor Barlangkutató Csoport barlangkutatói. Először Rónai Miklós járt benne, aki az első lépést követő megcsúszás után a zsomboly aljáig épségben leesett. 1963-ban a Vörös Meteor Barlangkutató Csoport tagjai a Szabó-pallagon lévő vadászházhoz viszonyítva pontosan bemérték a barlangbejárat helyét. A bemérés szerint a vadászháztól 400 m-re 65° 40' irányban van a barlang bejárata. 1963 augusztusában a Vörös Meteor Barlangkutató Csoport zsombolykutató csoportja mérte fel a Pötty-zsombolyt 12 m mélységig, majd Székely Kinga a felmérés alapján megszerkesztette a barlang 2 hosszmetszet térképét és alaprajz térképét. Az alaprajz térképen látható a 2 hosszmetszet elhelyezkedése a barlangban.
A Bertalan Károly által írt és 1976-ban befejezett kéziratban lévő 114. számú cédulán az olvasható, hogy az Alsó-hegyen, Bódvaszilason helyezkedik el a Pötty-zsomboly. A Szabó-pallagon lévő vadászháztól 65° 40'-re, 380 m-re, kis töbör ÉNy-i oldalában van a barlang bejárata. 12 m mély a barlang. A kézirat barlangot ismertető része 1 publikáció alapján lett írva. Az 1977. évi Karszt és Barlangban megjelent tanulmányban van egy Magyarország térkép, amelyen a Magyarországon lévő, biológiailag kutatott barlangok földrajzi elhelyezkedése figyelhető meg. A térképen látható a biológiailag feldolgozás alatt álló Pötty-zsomboly földrajzi elhelyezkedése. A folyóirat 1977. évi különszámába bekerült a tanulmány angol nyelvű változata. Ebben a tanulmányban is közölve lett a térkép, amelyen Pötty Shaft a barlang neve.
Az 1977. január 30-án írt és a barlang 1976. júniusi bejárásán alapuló szpeleográfiai terepjelentés szerint a Pötty-zsomboly függőleges kiterjedése 12 m. 1979-ben Bakos István gyűjtött állatmaradványokat a zsombolyból, amelyeket Rácz József határozott meg. 1981 nyarán a MÁFI Optimista Barlangkutató Csoport tagjai túráztak a zsombolyban. Az 1984-ben kiadott, Magyarország barlangjai című könyvben van egy Magyarország térkép, amelyen a Magyarországon lévő, biológiailag kutatott barlangok földrajzi elhelyezkedése figyelhető meg. A térképen látható a biológiailag feldolgozás alatt álló Pötty-zsomboly földrajzi elhelyezkedése. A kiadvány országos barlanglistájában szerepel az Aggteleki-karszton lévő barlang Pötty-zsomboly néven SZ/2 névváltozattal együtt. A listához kapcsolódóan látható az Aggteleki-karszt és a Bükk hegység barlangjainak földrajzi elhelyezkedését bemutató 1:500 000-es méretarányú térképen a barlang földrajzi elhelyezkedése. 1990-ben készült el a barlang hosszmetszet térképe és alaprajz térképe.
Az 1992. évi Karszt és Barlangban publikált, az Alsó-hegy magyarországi részének töbreit, zsombolyait és beszakadásait bemutató ábrán látható a Pötty-zsomboly földrajzi elhelyezkedése. Az 1992-ben kiadott, Alsó-hegyi zsombolyatlasz című könyvben, az Alsó-hegy fennsíkjának magyarországi oldalát bemutató egyik térképen megfigyelhető a barlang földrajzi elhelyezkedése. A kiadványban megjelentek a barlang 1963-ban készült térképei. Több adattal együtt fel van tüntetve 8 irodalmi mű, amelyek foglalkoznak a barlanggal. A barlang 1995 óta az Aggteleki-karszt és a Szlovák-karszt többi barlangjával együtt a világörökség része.
Az 1995-ben megrendezett II. Lakatos Kupa egyik lehetséges érintőpontja volt. A kupa kiírásában szereplő 24 zsomboly közül a Pötty-zsomboly volt a legnépszerűbb. Az 1996. szeptember 21-én megrendezett 3. Lakatos Kupa egyik lehetséges érintőpontja volt a barlang. A Nyerges Attila által 1997-ben készített szakdolgozat szerint a 12 m mély Pötty-zsomboly az Alsó-hegy magyarországi részének 43. legmélyebb barlangja. A 41. legmélyebb (Soltész-zsomboly) és a 42. legmélyebb (Kilátó-zsomboly) szintén 12 m mélyek. Az 1999. évi Lakatos Kupa egyik helyszíne volt. A 2008. szeptember 27-én megrendezett XV. Lakatos Kupa kiadványában 12 m mély barlangként szerepel. A verseny egyik lehetséges érintőpontja volt.
Az Alsó-hegy karsztjelenségeiről szóló, 2019-ben kiadott könyvben az olvasható, hogy a Pötty-zsomboly (Flek) 16 m hosszú és 12 m mély. A barlang azonosító számai: Szlovákiában 7, Magyarországon 5452/22, egyéb SZ/2, S-9. A könyvben publikálva lettek a barlang 1963-ban készült térképei. A barlangot 1963-ban Székely Kinga és Kósa Attila mérték fel. 1963-ban Székely Kinga és Kósa Attila a felmérés alapján megrajzolták a barlang térképeit. A térképeket 2016-ban Luděk Vlk digitalizálta. A kiadványhoz mellékelve lett az Alsó-hegy részletes térképe. A térképet Luděk Vlk, Mojmír Záviška, Ctirad Piskač, Jiřina Novotná, Miloš Novotný és Martin Mandel készítették. A térképen, amelyen fekete ponttal vannak jelölve a barlangok és a zsombolyok, látható a Pötty-zsomboly (5452/22, 7) földrajzi elhelyezkedése.

## További irodalom
- Havliček, David – Vojiř, V.: Speleologický Prúzkum Dolného Vrchu. Slovensky Kras, 1984. 22. köt. 213–244. old.
- Kósa Attila: Közvetlen felszínalatti karsztos képződmények morfológiai és műszaki vonatkozású vizsgálata. Kézirat, 1969. Doktori disszertáció, Budapesti Műszaki Egyetem.
- Kósa Attila: Az Alsó-hegy zsombolyai. Barlangnapi tájékoztató. MKBT és Tektonik, 1982.
- Vojiř, V.: Zpráva o stavu speleologického prúzkumu Dolného Vrchu v Jihoslovenskémkrasu, okres Rožnava, k srpnu 1966. Geobuch, 1966. Speleologicky Klub Praha.
- Vojiř, V.: Dolný Vrch, I. etapová zpráva o speleologickém prúzkumu. 1973. Speleologicky Klub Praha.